# Anarthrophyllum capitatum
Anarthrophyllum capitatum är en ärtväxtart som beskrevs av Soraru. Anarthrophyllum capitatum ingår i släktet Anarthrophyllum och familjen ärtväxter. Inga underarter finns listade i Catalogue of Life.